# Susen Tiedtke
Susen Tiedtke (* 23. Januar 1969 in Ost-Berlin) ist eine ehemalige deutsche Weitspringerin.

## Sportliche Karriere
Susen Tiedtkes sportliche Laufbahn begann in den frühen 1980er Jahren als Kunstturnerin in der DDR, wo sie 1982 als damals Dreizehnjährige den DDR-Meistertitel am Schwebebalken errang und 1984 sogar zum Olympiakader der DDR gehörte, wegen des Olympiaboykotts der Ostblockstaaten aber nicht an den Olympischen Spielen von Los Angeles 1984 teilnehmen durfte.
Der Wechsel zur Leichtathletik erfolgte, als sie mit einer Körpergröße von damals 1,69 m für den Turnsport zu groß wurde. Nachdem Tiedtke sich zunächst in der Disziplin des Stabhochsprungs versuchte, fiel die Entscheidung schließlich für den Weitsprung.
Von 1991 bis 2000 gehörte Tiedtke, die eine Bestleistung von sieben Metern hatte, in dieser Disziplin zu den besten zehn Weitspringerinnen in der Welt. Sie stand stets im Schatten von Heike Drechsler, hinter der sie bei zahlreichen Deutschen Meisterschaften den zweiten Platz belegte. 1993 und 1997 gewann Tiedtke – in Abwesenheit Drechslers – den nationalen Titel. Überschattet wurde Tiedtkes Karriere 1995 durch eine zweijährige Doping-Sperre, die verhängt wurde, nachdem im März 1995 bei einem Dopingtest Spuren des Anabolikums Oral-Turinabol gefunden worden waren, einem in der ehemaligen DDR weit verbreitete Substanz. Tiedtke bestritt stets die Einnahme von Dopingsubstanzen.
2002 erklärte sie wegen fehlender Motivation und Verletzungsproblemen ihren Rücktritt von der aktiven Laufbahn, versuchte aber 2003 ein Comeback, um an den Olympischen Spielen in Athen 2004 teilzunehmen. Tiedtke versuchte, sich neben dem Weitsprung auch für den Dreisprung zu qualifizieren. Es gelang ihr allerdings in beiden Disziplinen nicht, die erforderliche Norm zu erfüllen.

## Größte Erfolge

### Kunstturnen
- DDR-Meisterin am Schwebebalken 1982

### Weitsprung

#### Deutsche Meisterschaften
- Deutsche Vizemeisterin im Weitsprung 1991
- Deutsche Meisterin im Weitsprung 1993
- Deutsche Meisterin im Weitsprung 1997
- Deutsche Vizemeisterin im Weitsprung 1998
- Deutsche Vizemeisterin im Weitsprung 1999

- 3. Platz bei den Deutschen Hallenmeisterschaften 1991
- 2. Platz bei den Deutschen Hallenmeisterschaften 1992
- 2. Platz bei den Deutschen Hallenmeisterschaften 1993
- 2. Platz bei den Deutschen Hallenmeisterschaften 1995
- 2. Platz bei den Deutschen Hallenmeisterschaften 1999
- 3. Platz bei den Deutschen Hallenmeisterschaften 2002

### Olympische Spiele
- 8. Platz bei Olympia 1992
- 5. Platz bei Olympia 2000

### Weltmeisterschaften
- 2. Platz bei den Hallenweltmeisterschaften 1993
- 3. Platz bei den Hallenweltmeisterschaften 1995

## Vereine
- 1991–1993 SC Charlottenburg
- 1993–1995 Berliner SC
- 1995 LAC Quelle Fürth/München 60
- 1997–1998 LG Hof
- 1998–2002 LAC Erdgas Chemnitz
- 2003 LG Eintracht Frankfurt

## Bestleistungen
- Halle: 6,90 Meter (1995)
- Freiluft: 7,00 Meter (1991)

## Privates
Susen Tiedtke ist die Tochter der Sprinterin Ingrid Tiedtke und des Stabhochspringers Jürgen Tiedtke. Susen Tiedtke ist 1,74 m groß, und wog in ihrer aktiven Zeit 56 kg. Sie galt als eine der attraktivsten Sportlerinnen und wurde von Journalisten zur „Miss Leichtathletik“, „Miss Olympia“ und „schönsten Sportlerin“ gekürt.
Im Dezember 1993 heiratete sie den US-amerikanischen Weitspringer Joe Greene und zog zu ihm in die USA. Das Paar hatte seinen Wohnsitz in Dublin, Ohio. Sie startete von da an unter dem Namen Susen Tiedtke-Greene. Nach fünf Jahren trennte sich das Paar und ließ sich 1998 scheiden. Tiedtke kehrte nach Deutschland zurück und legte auch den Namen ihres Ex-Mannes ab.
Im August 2001 posierte Tiedtke für das Magazin Playboy.
2003 sorgte Tiedtke für Schlagzeilen, als sie sich mit ihrem damaligen Lebensgefährten Alexander von Nida als Unternehmerin versuchte und mit einem Imbisswagen Hot Dogs verkaufte. Am 28. Januar 2005 heiratete sie in Bielefeld den ehemaligen Profi-Tennisspieler Hendrik Dreekmann. Das Paar, das zwei gemeinsame Kinder hat, trennte sich im Sommer 2008.
Tiedtke lebt in Ahrensfelde-Lindenberg und betreibt als ausgebildete Physiotherapeutin und Heilpraktikerin eine eigene Praxis in Berlin.
Im August 2015 war sie Teilnehmerin bei Promi Shopping Queen.